# Glanspraktbagge
Glanspraktbagge (Buprestis splendens) är en skalbaggsart som beskrevs av Fabricius 1775. Glanspraktbagge ingår i släktet Buprestis, och familjen praktbaggar. IUCN kategoriserar arten globalt som starkt hotad. Enligt den svenska rödlistan är arten nationellt utdöd i Sverige. . Arten har tidigare förekommit i Svealand men är numera lokalt utdöd. Artens livsmiljö är skogslandskap.

## Bildgalleri

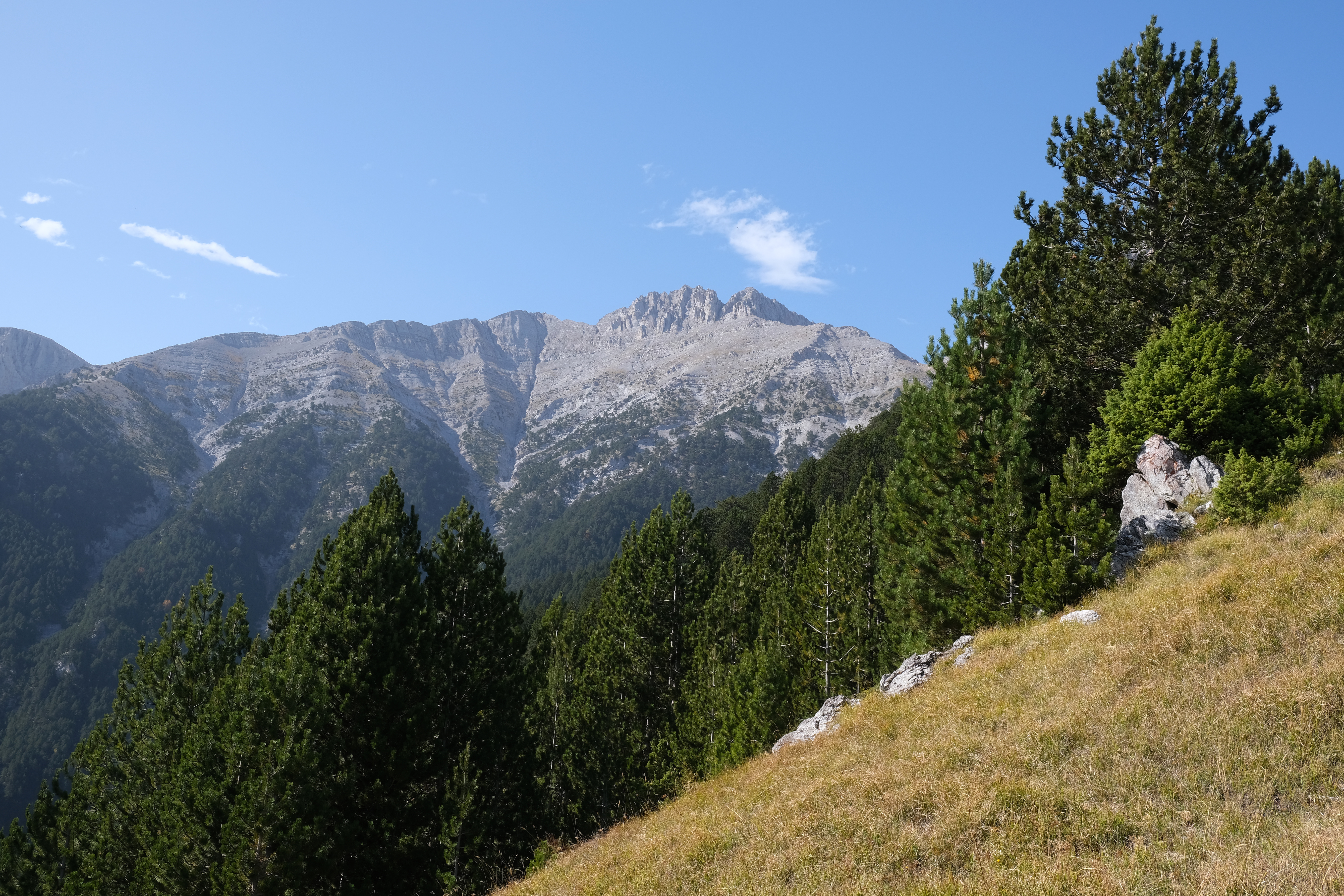
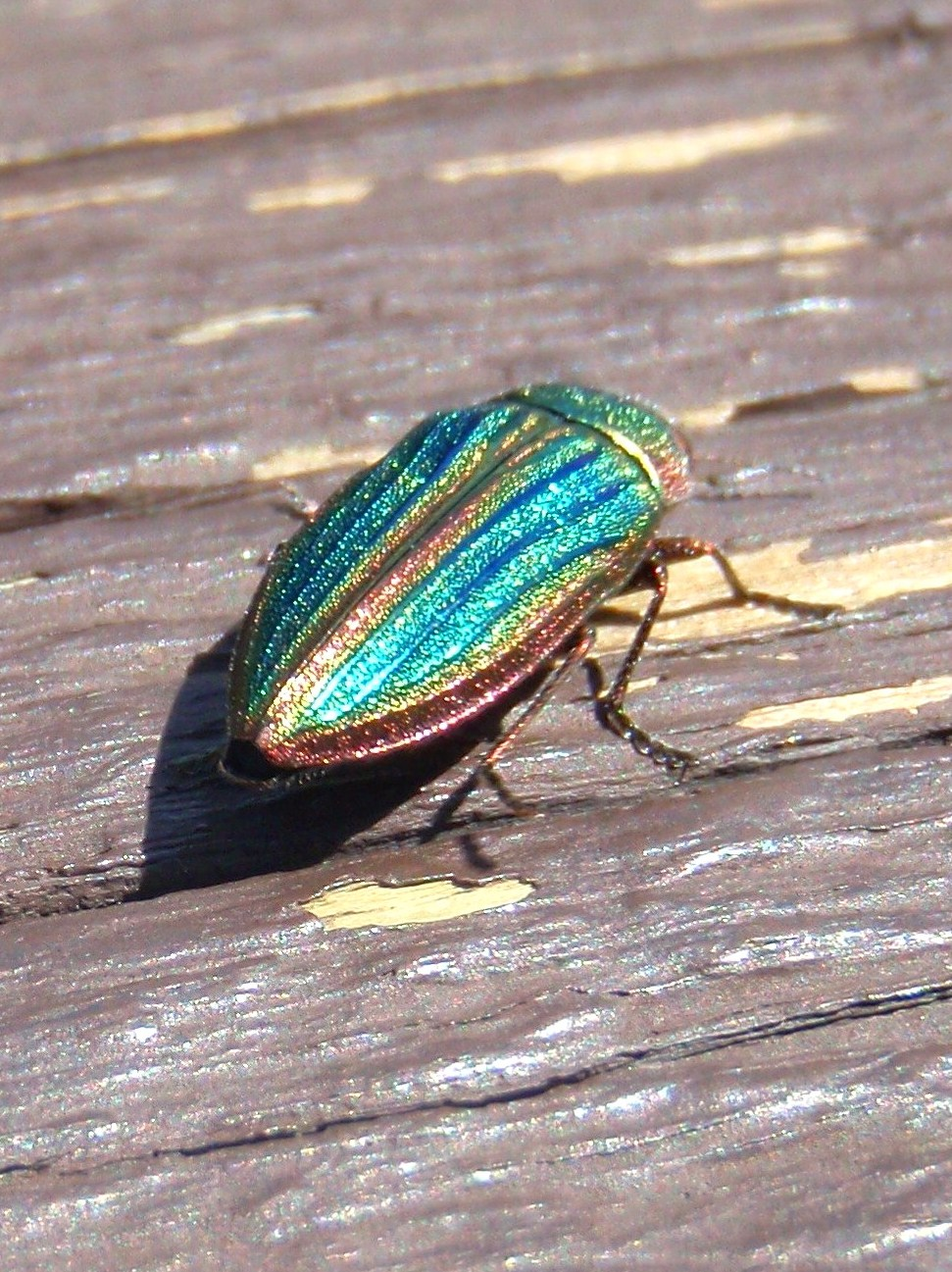
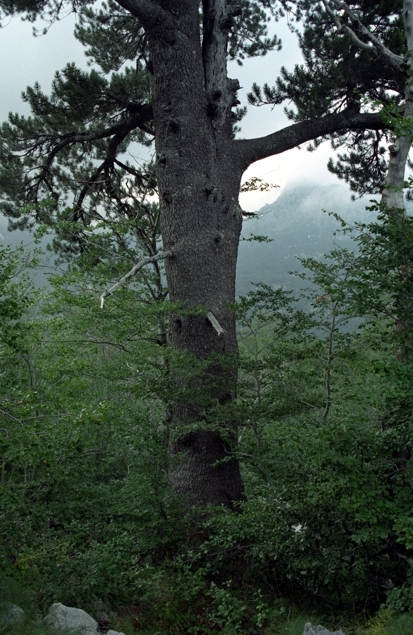